# Placówka Straży Granicznej II linii „Łasin”
Placówka Straży Granicznej II linii „Łasin” – jednostka organizacyjna Straży Granicznej pełniąca służbę wywiadowczą na granicy polsko-niemieckiej w okresie międzywojennym.

## Formowanie i zmiany organizacyjne
Rozporządzeniem Prezydenta Rzeczypospolitej Polskiej Ignacego Mościckiego z 22 marca 1928 roku, do ochrony północnej, zachodniej i południowej granicy państwa, a w szczególności do ich ochrony celnej, powoływano z dniem 2 kwietnia 1928 roku  Straż Graniczną.
Rozkazem nr 1 z 12 marca 1928 roku w sprawach organizacji Mazowieckiego Inspektoratu Okręgowego Naczelny Inspektor Straży Celnej gen. bryg. Stefan Pasławski określił strukturę organizacyjną komisariatu SG „Łasin”. Placówka Straży Granicznej II linii „Łasin” znalazła się w jego strukturze. Z dniem 1 października 1931 posterunek SG „Partęciny” przeniesiony został do Plesewa i przydzielony do placówki II linii „Łasin”. 
Z dniem 31 października 1931 zniesiony został posterunek SG „Guta”.
Z dniem 1 kwietnia 1937 zniesiony został posterunek SG „Łasin”.

## Kierownicy/dowódcy placówki
| stopień    | imię i nazwisko | okres pełnienia służby | kolejne stanowisko |
| ---------- | --------------- | ---------------------- | ------------------ |
| przodownik | Józef Krenz     | – 21 IV 1939           |                    |